# Albert Hoyer
Albert Hoyer (Geburtsdatum unbekannt; † 1386 in Hamburg) war ein deutscher Kaufmann, Ratsherr und Kämmerer.

## Leben und Wirken
Albert Hoyer gehörte zu einer ursprünglich aus Lüneburg stammenden, bedeutenden und angesehenen Ratsherrenfamilie. Er war verheiratet mit Womele (Windelmut) Tolner, mit der er gemäß einer Urkunde von 1387 die Kinder Abele, Heyneke, Lussche, Tybbeke und Albert hatte. Nicht genannt wird Hein Hoyer, der jedoch vermutlich ebenfalls einer der Söhne Albert Hoyers war.
In den 1370er Jahren handelte Hoyer Tuch in Brügge, so auch mit Vicko von Geldersen. 1374 oder 1377 wurde er zum Ratsherrn gewählt. Er arbeitete 1380 als Testamentsvogt, 1382 als Weinherr, 1384 als Werkzollherr und 1386 als Kämmerer. Zwischen 1381 und 1384 verhandelte er mit Lüneburg, Stade, dem Territorium Dithmarschen, dem Erzbischof von Bremen, dem Herzog von Braunschweig-Lüneburg sowie dem Grafen von Holstein.
Gemeinsam mit seinem Vetter Johannes Hoyer sowie Mitteln des Hamburger Rats erwarb er 1385 die Insel Billwerder von Adolf VII. Die Pfandsumme betrug 2400 Lübische Mark.